# آلسیو فیگالی
آلِسیو فیگالی (ایتالیایی: Alessio Figalli; ۲ آوریل ۱۹۸۴ –) ریاضیدان اهل ایتالیا و متخصص در زمینه‌های حسابان تغییرات و معادله دیفرانسیل با مشتقات پاره‌ای است.
او در سال ۲۰۱۸ برندهٔ مدال فیلدز شد.